# Список птахів Гвінеї-Бісау
Це перелік видів птахів, зафіксованих на території Гвінеї-Бісау. Авіфауна Гвінеї-Бісау налічує загалом 470 видів.

## Позначки
Наступні теги використані для виділення деяких категорій птахів.
- (А) Випадковий — вид, який рідко або випадково трапляється в Гвінеї-Бісау

## Пірникозоподібні(Podicipediformes)
Родина: Пірникозові (Podicipedidae)
- Пірникоза мала, Tachybaptus ruficollis

## Буревісникоподібні(Procellariiformes)
Родина: Буревісникові (Procellariidae)
- Тайфунник азорський, Pterodroma feae
- Буревісник атлантичний, Calonectris borealis
- Буревісник середземноморський, Calonectris diomedea
- Буревісник малий, Puffinus puffinus
- Буревісник балеарський, Puffinus mauretanicus

Родина: Океанникові (Oceanitidae)
- Океанник Вільсона, Oceanites oceanicus

Родина: Качуркові (Hydrobatidae)
- Качурка морська, Hydrobates pelagicus

## Фаетоноподібні(Phaethontiformes)
Родина: Фаетонові (Phaethontidae)
- Фаетон червонодзьобий, Phaethon aethereus

## Сулоподібні(Suliformes)
Родина: Сулові (Sulidae)
- Сула атлантична, Morus bassanus
- Сула білочерева, Sula leucogaster

Родина: Бакланові (Phalacrocoracidae)
- Баклан великий, Phalacrocorax carbo
- Баклан африканський, Microcarbo africanus

Родина: Змієшийкові (Anhingidae)
- Змієшийка африканська, Anhinga rufa

## Пеліканоподібні(Pelecaniformes)
Родина: Пеліканові (Pelecanidae)
- Пелікан рожевий, Pelecanus onocrotalus
- Пелікан африканський, Pelecanus rufescens

Родина: Чаплеві (Ardeidae)
- Чапля сіра, Ardea cinerea
- Чапля чорноголова, Ardea melanocephala
- Чапля-велетень, Ardea goliath
- Чапля руда, Ardea purpurea
- Чепура велика, Ardea alba
- Чепура середня, Ardea intermedia
- Чепура чорна, Egretta ardesiaca
- Чапля рифова, Egretta gularis
- Чепура мала, Egretta garzetta
- Чапля жовта, Ardeola ralloides
- Чапля єгипетська, Bubulcus ibis
- Чапля мангрова, Butorides striata
- Квак звичайний, Nycticorax nycticorax
- Квак білобокий, Gorsachius leuconotus
- Бушля смугаста, Tigriornis leucolopha
- Бугайчик африканський, Ixobrychus sturmii (A)
- Бугайчик звичайний, Ixobrychus minutus
- Бугай водяний, Botaurus stellaris (A)

Родина: Молотоголовові (Scopidae)
- Молотоголов, Scopus umbretta

Родина: Ібісові (Threskiornithidae)
- Ібіс священний, Threskiornis aethiopicus
- Гагедаш, Bostrychia hagedash
- Коровайка бура, Plegadis falcinellus
- Косар білий, Platalea leucorodia
- Косар африканський, Platalea alba

## Лелекоподібні(Ciconiiformes)
Родина: Лелекові (Ciconiidae)
- Лелека-тантал африканський, Mycteria ibis
- Лелека чорний, Ciconia nigra
- Лелека тропічний, Ciconia microscelis
- Лелека білий, Ciconia ciconia
- Ябіру сенегальський, Ephippiorhynchus senegalensis
- Марабу африканський, Leptoptilos crumenifer

## Фламінгоподібні(Phoenicopteriformes)
Родина: Фламінгові (Phoenicopteridae)
- Фламінго рожевий, Phoenicopterus roseus
- Фламінго малий, Phoenicopterus minor

## Гусеподібні(Anseriformes)
Родина: Качкові (Anatidae)
- Свистач білоголовий, Dendrocygna viduata
- Стромярка, Thalassornis leuconotus
- Каргарка нільська, Alopochen aegyptiacus
- Шпорокрил, Plectropterus gambensis
- Качка шишкодзьоба, Sarkidiornis melanotos
- Чирянка-крихітка африканська, Nettapus auritus
- Свищ євразійський, Mareca penelope
- Чирянка мала, Anas crecca
- Шилохвіст північний, Anas acuta
- Чирянка велика, Spatula querquedula
- Широконіска північна, Spatula clypeata

## Яструбоподібні(Accipitriformes)
Родина: Скопові (Pandionidae)
- Скопа, Pandion haliaetus

Родина: Яструбові (Accipitridae)
- Шуляк африканський, Aviceda cuculoides
- Осоїд євразійський, Pernis apivorus
- Шуліка-широкорот, Macheiramphus alcinus
- Шуліка чорноплечий, Elanus caeruleus
- Шуліка чорний, Milvus migrans
- Орлан-крикун, Haliaeetus vocifer
- Гриф пальмовий, Gypohierax angolensis
- Стерв'ятник бурий, Necrosyrtes monachus
- Стерв'ятник, Neophron percnopterus
- Gyps africanus
- Сип плямистий, Gyps rueppelli
- Гриф білоголовий, Trigonoceps occipitalis
- Змієїд блакитноногий, Circaetus gallicus
- Circaetus beaudouini
- Circaetus cinereus
- Circaetus cinerascens
- Terathopius ecaudatus
- Лунь очеретяний, Circus aeruginosus
- Лунь степовий, Circus macrourus
- Лунь лучний, Circus pygargus
- Polyboroides typus
- Яструб-ящірколов, Kaupifalco monogrammicus
- Яструб-крикун темний, Melierax metabates
- Габар, Micronisus gabar
- Яструб заїрський, Accipiter toussenelii
- Яструб туркестанський, Accipiter badius
- Яструб сенегальський, Accipiter erythropus
- Яструб намібійський, Accipiter ovampensis (A)
- Яструб чорний, Accipiter melanoleucus
- Канюк африканський, Butastur rufipennis
- Buteo auguralis
- Орел рудий, Aquila rapax
- Aquila spilogaster
- Орел білоголовий, Hieraaetus wahlbergi
- Орел-карлик, Hieraaetus pennatus
- Hieraaetus ayresii (A)
- Орел-боєць, Polemaetus bellicosus
- Орел довгочубий, Lophaetus occipitalis
- Орел вінценосний, Stephanoaetus coronatus

Родина: Секретарові (Sagittariidae)
- Птах-секретар, Sagittarius serpentarius

## Соколоподібні(Falconiformes)
Родина: Соколові (Falconidae)
- Боривітер степовий, Falco naumanni
- Боривітер звичайний, Falco tinnunculus
- Боривітер рудий, Falco alopex
- Боривітер сірий, Falco ardosiaceus
- Турумті, Falco chicquera
- Підсоколик африканський, Falco cuvierii
- Ланер, Falco biarmicus
- Сапсан, Falco peregrinus

## Куроподібні(Galliformes)
Родина: Фазанові (Phasianidae)
- Турач гамбійський, Pternistis ahantensis
- Турач двошпоровий, Pternistis bicalcaratus
- Турач білогорлий, Campocolinus albogularis (A)
- Перепілка звичайна, Coturnix coturnix (A)

Родина: Токрові (Odontophoridae)
- Куріпка скельна, Ptilopachus petrosus

Родина: Цесаркові (Numididae)
- Цесарка рогата, Numida meleagris
- Цесарка чубата, Guttera pucherani

## Журавлеподібні(Gruiformes)
Родина: Журавлеві (Gruidae)
- Журавель-вінценос північний, Balearica pavonina
- Журавель сірий, Grus grus

Родина: Sarothruridae
- Погонич білоплямистий, Sarothrura pulchra

Родина: Пастушкові (Rallidae)
- Деркач африканський, Crex egregia
- Багновик африканський, Zapornia flavirostra
- Погонич малий, Zapornia parva
- Погонич-крихітка, Zapornia pusilla
- Султанка африканська, Porphyrio alleni
- Султанка зеленоспинна, Porphyrio madagascariensis
- Курочка водяна, Gallinula chloropus

Родина: Лапчастоногові (Heliornithidae)
- Лапчастоніг африканський, Podica senegalensis

## Дрохвоподібні(Otidiformes)
Родина: Дрохвові (Otididae)
- Дрохва кафрська, Neotis denhami
- Корхаан білочеревий, Eupodotis senegalensis
- Дрохва чорночерева, Lissotis melanogaster

## Сивкоподібні(Charadriiformes)
Родина: Триперсткові (Turnicidae)
- Триперстка африканська, Turnix sylvaticus

Родина: Яканові (Jacanidae)
- Якана африканська, Actophilornis africanus

Родина: Мальованцеві (Rostratulidae)
- Мальованець афро-азійський, Rostratula benghalensis

Родина: Куликосорокові (Haematopodidae)
- Кулик-сорока євразійський, Haematopus ostralegus

Родина: Чоботарові (Recurvirostridae)
- Кулик-довгоніг чорнокрилий, Himantopus himantopus
- Чоботар синьоногий, Recurvirostra avosetta

Родина: Лежневі (Burhinidae)
- Лежень річковий, Burhinus senegalensis

Родина: Pluvianidae
- Бігунець єгипетський, Pluvianus aegyptius

Родина: Дерихвостові (Glareolidae)
- Бігунець малий, Cursorius temminckii
- Бігунець червононогий, Rhinoptilus chalcopterus
- Дерихвіст лучний, Glareola pratincola

Родина: Сивкові (Charadriidae)
- Чайка шпорова, Vanellus spinosus
- Чайка чорночуба, Vanellus tectus
- Чайка вусата, Vanellus albiceps
- Чайка мала, Vanellus lugubris
- Чайка сенегальська, Vanellus senegallus
- Сивка морська, Pluvialis squatarola
- Пісочник великий, Charadrius hiaticula
- Пісочник малий, Charadrius dubius
- Пісочник-пастух, Charadrius pecuarius
- Пісочник буроголовий, Charadrius forbesi
- Пісочник білолобий, Charadrius marginatus
- Пісочник морський, Charadrius alexandrinus

Родина: Баранцеві (Scolopacidae)
- Баранець малий, Lymnocryptes minimus
- Баранець великий, Gallinago media
- Баранець звичайний, Gallinago gallinago
- Грицик великий, Limosa limosa
- Грицик малий, Limosa lapponica
- Кульон середній, Numenius phaeopus
- Кульон великий, Numenius arquata
- Коловодник чорний, Tringa erythropus
- Коловодник звичайний, Tringa totanus
- Коловодник ставковий, Tringa stagnatilis
- Коловодник великий, Tringa nebularia
- Коловодник лісовий, Tringa ochropus
- Коловодник болотяний, Tringa glareola
- Набережник палеарктичний, Actitis hypoleucos
- Крем'яшник звичайний, Arenaria interpres
- Побережник ісландський, Calidris canutus
- Побережник білий, Calidris alba
- Побережник малий, Calidris minuta
- Побережник білохвостий, Calidris temminckii
- Побережник червоногрудий, Calidris ferruginea
- Побережник чорногрудий, Calidris alpina
- Брижач, Calidris pugnax
- Плавунець плоскодзьобий, Phalaropus fulicarius

Родина: Поморникові (Stercorariidae)
- Поморник середній, Stercorarius pomarinus
- Поморник короткохвостий, Stercorarius parasiticus

Родина: Мартинові (Laridae)
- Мартин чорнокрилий, Larus fuscus
- Мартин сіроголовий, Chroicocephalus cirrocephalus
- Мартин звичайний, Chroicocephalus ridibundus
- Мартин вилохвостий, Xema sabini
- Крячок чорнодзьобий, Gelochelidon nilotica
- Крячок каспійський, Hydroprogne caspia
- Крячок рябодзьобий, Thalasseus sandvicensis
- Крячок рожевий, Sterna dougallii
- Крячок річковий, Sterna hirundo
- Крячок полярний, Sterna paradisaea
- Крячок малий, Sternula albifrons
- Крячок бурокрилий, Onychoprion anaethetus
- Крячок строкатий, Onychoprion fuscatus
- Крячок білощокий, Chlidonias hybrida
- Крячок білокрилий, Chlidonias leucopterus
- Крячок чорний, Chlidonias niger
- Крячок атоловий, Anous minutus
- Крячок бурий, Anous stolidus

## Рябкоподібні(Pterocliformes)
Родина: Рябкові (Pteroclidae)
- Рябок суданський, Pterocles quadricinctus

## Голубоподібні(Columbiformes)
Родина: Голубові (Columbidae)
- Голуб сизий, Columba livia
- Голуб цяткований, Columba guinea
- Горлиця звичайна, Streptopelia turtur
- Streptopelia semitorquata
- Streptopelia vinacea
- Горлиця мала, Streptopelia senegalensis
- Горлиця абісинська, Turtur abyssinicus
- Горлиця рожевочерева, Turtur afer
- Горлиця білолоба, Turtur tympanistria
- Горлиця капська, Oena capensis
- Вінаго жовточеревий, Treron waalia
- Вінаго африканський, Treron calvus

## Папугоподібні(Psittaciformes)
Родина: Psittaculidae
- Папуга Крамера, Psittacula krameri

Родина: Папугові (Psittacidae)
- Папуга бурохвостий, Psittacus timneh
- Poicephalus robustus
- Папуга-довгокрил сенегальський, Poicephalus senegalus

## Туракоподібні(Musophagiformes)
Родина: Туракові (Musophagidae)
- Турако блакитний, Corythaeola cristata
- Турако зеленочубий, Tauraco persa
- Турако фіолетовий, Musophaga violacea
- Галасник сенегальський, Crinifer piscator

## Зозулеподібні(Cuculiformes)
Родина: Зозулеві (Cuculidae)
- Зозуля строката, Clamator jacobinus
- Зозуля африканська, Clamator levaillantii
- Зозуля чубата, Clamator glandarius
- Зозуля червоновола, Cuculus solitarius
- Зозуля чорна, Cuculus clamosus
- Зозуля звичайна, Cuculus canorus
- Зозуля саванова, Cuculus gularis
- Дідрик білочеревий, Chrysococcyx klaas
- Дідрик жовтогрудий, Chrysococcyx cupreus
- Дідрик білощокий, Chrysococcyx caprius
- Малкога жовтодзьоба, Ceuthmochares aereus
- Коукал африканський, Centropus grillii
- Коукал білочеревий, Centropus leucogaster
- Коукал ефіопський, Centropus monachus
- Коукал сенегальський, Centropus senegalensis

## Совоподібні(Strigiformes)
Родина: Сипухові (Tytonidae)
- Сипуха крапчаста, Tyto alba

Родина: Совові (Strigidae)
- Сплюшка африканська, Otus senegalensis
- Сплюшка євразійська, Otus scops
- Сплюшка сіра, Ptilopsis leucotis
- Пугач сірий, Bubo cinerascens
- Пугач блідий, Bubo lacteus
- Сова-рибоїд смугаста, Scotopelia peli
- Сова-лісовик африканська, Strix woodfordii
- Сичик-горобець савановий, Glaucidium perlatum

## Дрімлюгоподібні(Caprimulgiformes)
Родина: Дрімлюгові (Caprimulgidae)
- Дрімлюга іспанський, Caprimulgus ruficollis
- Дрімлюга звичайний, Caprimulgus europaeus
- Дрімлюга рудогорлий, Caprimulgus nigriscapularis
- Дрімлюга міомбовий, Caprimulgus pectoralis
- Дрімлюга блідий, Caprimulgus inornatus
- Дрімлюга польовий, Caprimulgus climacurus
- Дрімлюга-прапорокрил ангольський, Caprimulgus vexillarius
- Дрімлюга-прапорокрил камерунський, Caprimulgus longipennis

## Серпокрильцеподібні(Apodiformes)
Родина: Серпокрильцеві (Apodidae)
- Голкохвіст плямистоволий, Telacanthura ussheri
- Серпокрилець пальмовий, Cypsiurus parvus
- Серпокрилець чорний, Apus apus
- Серпокрилець блідий, Apus pallidus
- Серпокрилець малий, Apus affinis
- Серпокрилець білогузий, Apus caffer

## Чепігоподібні(Coliiformes)
Родина: Чепігові (Coliidae)
- Паяро синьошиїй, Urocolius macrourus

## Сиворакшоподібні(Coraciiformes)
Родина: Рибалочкові (Alcedinidae)
- Рибалочка бірюзовий, Alcedo quadribrachys
- Рибалочка діадемовий, Corythornis cristatus
- Рибалочка білочеревий, Corythornis leucogaster
- Рибалочка-крихітка синьоголовий, Ispidina picta
- Альціон сіроголовий, Halcyon leucocephala
- Альціон сенегальський, Halcyon senegalensis
- Альціон блакитний, Halcyon malimbica
- Альціон малий, Halcyon chelicuti
- Рибалочка-чубань африканський, Megaceryle maximus
- Рибалочка строкатий, Ceryle rudis

Родина: Бджолоїдкові (Meropidae)
- Бджолоїдка червоногорла, Merops bulocki
- Бджолоїдка карликова, Merops pusillus
- Бджолоїдка вилохвоста, Merops hirundineus
- Бджолоїдка білогорла, Merops albicollis
- Merops viridissimus
- Бджолоїдка зелена, Merops persicus
- Бджолоїдка звичайна, Merops apiaster
- Бджолоїдка малинова, Merops nubicus

Родина: Сиворакшові (Coraciidae)
- Сиворакша абісинська, Coracias abyssinica
- Сиворакша білоброва, Coracias naevia
- Сиворакша світлоголова, Coracias cyanogaster
- Широкорот африканський, Eurystomus glaucurus
- Широкорот блакитногорлий, Eurystomus gularis

## Bucerotiformes
Родина: Одудові (Upupidae)
- Одуд, Upupa epops

Родина: Слотнякові (Phoeniculidae)
- Слотняк пурпуровий, Phoeniculus purpureus
- Ірисор чорний, Rhinopomastus aterrimus

Родина: Птахи-носороги (Bucerotidae)
- Токо західний, Tockus kempi
- Токо синьогорлий, Lophoceros fasciatus
- Токо плямистодзьобий, Lophoceros nasutus
- Калао сенегальський, Bycanistes fistulator
- Калао жовтошоломний, Ceratogymna elata

Родина: Кромкачні (Bucorvinae)
- Кромкач абісинський, Bucorvus abyssinicus

## Дятлоподібні(Piciformes)
Родина: Лібійні (Lybiidae)
- Барбіон золотогузий, Pogoniulus bilineatus
- Барбіон жовтолобий, Pogoniulus chrysoconus
- Лібія світлокрила, Lybius vieilloti
- Лібія червона, Lybius bidentatus
- Лібія жовтоока, Lybius dubius

Родина: Воскоїдові (Indicatoridae)
- Воскоїд строкатоволий, Indicator maculatus
- Воскоїд великий, Indicator indicator
- Воскоїд малий, Indicator minor
- Воскоїд гвінейський, Indicator willcocksi
- Воскоїд крихітний, Indicator exilis
- Воскоїд лірохвостий, Melichneutes robustus

Родина: Дятлові (Picidae)
- Крутиголовка звичайна, Jynx torquilla
- Дятлик термітовий, Pardipicus nivosus
- Дятлик жовтогрудий, Campethera punctuligera
- Дятлик золотохвостий, Campethera abingoni
- Дятлик чорнохвостий, Campethera maculosa
- Дятлик бурощокий, Pardipicus caroli
- Дятел плямистобокий, Dendropicos lugubris
- Дятел сірощокий, Dendropicos fuscescens
- Дятел сірошиїй, Dendropicos goertae
- Дятел бурокрилий, Dendropicos obsoletus

## Горобцеподібні(Passeriformes)
Родина: Жайворонкові (Alaudidae)
- Фірлюк коричневий, Mirafra rufocinnamomea
- Фірлюк рудогузий, Pinarocorys erythropygia
- Посмітюха звичайна, Galerida cristata

Родина: Ластівкові (Hirundinidae)
- Ластівка берегова, Riparia riparia (A)
- Ластівка мала, Riparia paludicola (A)
- Ластівка сірогуза, Pseudhirundo griseopyga
- Ластівка сільська, Hirundo rustica
- Ластівка червоновола, Hirundo lucida
- Ластівка синя, Hirundo nigrita
- Ластівка ниткохвоста, Hirundo smithii
- Ластівка білокрила, Hirundo leucosoma
- Ластівка абісинська, Cecropis abyssinica (A)
- Ластівка рудочерева, Cecropis semirufa
- Ластівка сенегальська, Cecropis senegalensis
- Ластівка даурська, Cecropis daurica
- Ясківка червоноброва, Petrochelidon preussi
- Ластівка міська, Delichon urbicum
- Жалібничка вилохвоста, Psalidoprocne obscura

Родина: Плискові (Motacillidae)
- Плиска ефіопська, Motacilla clara
- Плиска гірська, Motacilla cinerea (A)
- Плиска строката, Motacilla aguimp
- Плиска жовта, Motacilla flava
- Плиска біла, Motacilla alba (A)
- Пікулик жовтогорлий, Macronyx croceus
- Щеврик польовий, Anthus campestris
- Щеврик-велет, Anthus leucophrys
- Щеврик лісовий, Anthus trivialis (A)
- Щеврик червоногрудий, Anthus cervinus (A)

Родина: Личинкоїдові (Campephagidae)
- Шикачик білочеревий, Ceblepyris pectoralis
- Личинкоїд червоноплечий, Campephaga phoenicea

Родина: Nicatoridae
- Нікатор західний, Nicator chloris

Родина: Бюльбюлеві (Pycnonotidae)
- Бюльбюль темноголовий, Pycnonotus barbatus
- Бюльбюль малий, Eurillas virens
- Бюльбюль тонкодзьобий, Stelgidillas gracilirostris
- Жовточеревець білогорлий, Chlorocichla simplex
- Бюльбюль-білохвіст нігерійський, Baeopogon indicator
- Жовточеревець сенегальський, Atimastillas flavicollis
- Бюльбюль болотяний, Thescelocichla leucopleura
- Торо сивоголовий, Phyllastrephus scandens
- Торо білогорлий, Phyllastrephus albigularis
- Бюльбюль-довгодзьоб сіроголовий, Bleda canicapillus
- Бюльбюль-бородань рудохвостий, Criniger calurus

Родина: Дроздові (Turdidae)
- Дрізд африканський, Turdus pelios

Родина: Тамікові (Cisticolidae)
- Таміка рудощока, Cisticola erythrops
- Таміка співоча, Cisticola cantans
- Таміка товстодзьоба, Cisticola lateralis
- Таміка західна, Cisticola marginatus
- Таміка строката, Cisticola natalensis
- Таміка саванова, Cisticola brachypterus
- Таміка іржаста, Cisticola rufus
- Таміка віялохвоста, Cisticola juncidis
- Таміка рудошия, Cisticola eximius
- Принія африканська, Prinia subflava
- Принія рудокрила, Prinia erythroptera
- Вільговець чорноголовий, Hypergerus atriceps
- Цвіркач сіробокий, Camaroptera brevicaudata
- Цвіркач оливковий, Camaroptera chloronota
- Жовтобрюшка сенегальська, Eremomela pusilla

Родина: Macrosphenidae
- Очеретянка вусата, Melocichla mentalis
- Кромбек північний, Sylvietta brachyura
- Покривець, Hylia prasina

Родина: Очеретянкові (Acrocephalidae)
- Очеретянка лучна, Acrocephalus schoenobaenus
- Очеретянка ставкова, Acrocephalus scirpaceus
- Берестянка бліда, Iduna pallida
- Берестянка багатоголоса, Hippolais polyglotta

Родина: Вівчарикові (Phylloscopidae)
- Вівчарик весняний, Phylloscopus trochilus
- Вівчарик жовтобровий, Phylloscopus sibilatrix

Родина: Hyliotidae
- Оксамитник жовточеревий, Hyliota flavigaster

Родина: Кропив'янкові (Sylviidae)
- Кропив'янка чорноголова, Sylvia atricapilla
- Кропив'янка садова, Sylvia borin

Родина: Мухоловкові (Muscicapidae)
- Скеляр строкатий, Monticola saxatilis
- Скеляр синій, Monticola solitarius (A)
- Мухарка бліда, Melaenornis pallidus
- Мухарка чорна, Melaenornis edolioides
- Мухарка білоброва, Fraseria cinerascens
- Мухоловка сива, Fraseria plumbea
- Мухоловка сіра, Muscicapa striata
- Мухоловка болотяна, Muscicapa aquatica
- Мухоловка строката, Ficedula hypoleuca
- Соловейко західний, Luscinia megarhynchos
- Альзакола чорна, Cercotrichas podobe
- Золотокіс сіроголовий, Cossypha niveicapilla
- Золотокіс білоголовий, Cossypha albicapillus
- Горихвістка звичайна, Phoenicurus phoenicurus
- Трав'янка лучна, Saxicola rubetra
- Камінчак рудочеревий, Thamnolaea cinnamomeiventris (A)
- Кам'янка звичайна, Oenanthe oenanthe
- Кам'янка брунатна, Oenanthe heuglinii (A)
- Кам'янка пустельна, Oenanthe deserti (A)
- Смолярик білолобий, Oenanthe albifrons
- Oenanthe familiaris (A)
- Алєте сенегальський, Alethe diademata

Родина: Прирітникові (Platysteiridae)
- Прирітник рубіновобровий, Platysteira cyanea
- Приріт сенегальський, Batis senegalensis

Родина: Монархові (Monarchidae)
- Монарх-довгохвіст іржастий, Terpsiphone rufiventer
- Монарх-довгохвіст африканський, Terpsiphone viridis

Родина: Pellorneidae
- Тимелія білогорла, Illadopsis puveli
- Тимелія вохриста, Illadopsis fulvescens

Родина: Leiothrichidae
- Кратеропа чорноголова, Turdoides reinwardtii
- Кратеропа саванова, Turdoides plebejus
- Баблер-капуцин, Turdoides atripennis

Родина: Синицеві (Paridae)
- Синиця білоплеча, Melaniparus guineensis

Родина: Підкоришникові (Certhiidae)
- Гримперія африканська, Salpornis salvadori

Родина: Ремезові (Remizidae)
- Ремез жовтий, Anthoscopus parvulus

Родина: Нектаркові (Nectariniidae)
- Саїманга сіра, Anthreptes gabonicus
- Саїманга фіолетова, Anthreptes longuemarei
- Саїманга зеленовола, Hedydipna collaris
- Саїманга західна, Hedydipna platura
- Нектарик зеленоголовий, Cyanomitra verticalis
- Нектарик оливковий, Cyanomitra olivacea
- Нектарець червоноволий, Chalcomitra senegalensis
- Маріка смарагдова, Cinnyris chloropygius
- Маріка-ельф, Cinnyris pulchellus
- Маріка сенегальська, Cinnyris coccinigastrus
- Маріка різнобарвна, Cinnyris venustus
- Маріка міднобарвна, Cinnyris cupreus

Родина: Окулярникові (Zosteropidae)
- Окулярник сенегальський, Zosterops senegalensis

Родина: Вивільгові (Oriolidae)
- Вивільга звичайна, Oriolus oriolus
- Вивільга золота, Oriolus auratus

Родина: Сорокопудові (Laniidae)
- Сорокопуд червоноголовий, Lanius senator
- Сорокопуд жовтодзьобий, Corvinella corvina

Родина: Гладіаторові (Malaconotidae)
- Брубру, Nilaus afer
- Кубла північна, Dryoscopus gambensis
- Чагра велика, Tchagra senegalus
- Гонолек гвінейський, Laniarius turatii
- Гонолек червоний, Laniarius barbarus
- Вюргер золотистий, Chlorophoneus sulfureopectus
- Гладіатор сіроголовий, Malaconotus blanchoti

Родина: Вангові (Vangidae)
- Багадаїс білочубий, Prionops plumatus
- Приріт чубатий, Bias musicus

Родина: Дронгові (Dicruridae)
- Дронго лісовий, Dicrurus occidentalis
- Дронго савановий, Dicrurus divaricatus

Родина: Воронові (Corvidae)
- Піакпіак, Ptilostomus afer
- Крук строкатий, Corvus albus

Родина: Ґедзеїдові (Buphagidae)
- Ґедзеїд жовтодзьобий, Buphagus africanus

Родина: Шпакові (Sturnidae)
- Мерл синьощокий, Lamprotornis chloropterus
- Мерл бронзовохвостий, Lamprotornis chalcurus
- Мерл темнощокий, Lamprotornis splendidus
- Мерл пурпуровий, Lamprotornis purpureus
- Мерл довгохвостий, Lamprotornis caudatus
- Мерл рудочеревий, Lamprotornis pulcher
- Шпак-куцохвіст аметистовий, Cinnyricinclus leucogaster

Родина: Ткачикові (Ploceidae)
- Алекто білодзьобий, Bubalornis albirostris
- Магалі-вусань північний, Sporopipes frontalis
- Магалі рудоголовий, Plocepasser superciliosus
- Ткачик малий, Ploceus luteolus
- Ткачик короткокрилий, Ploceus nigricollis
- Ткачик масковий, Ploceus heuglini
- Ткачик великий, Ploceus cucullatus
- Ткачик чорноголовий, Ploceus melanocephalus
- Ткачик товстодзьобий, Ploceus superciliosus
- Малімб червоноволий, Malimbus nitens
- Малімб червоношиїй, Malimbus rubricollis
- Малімб червоноголовий, Anaplectes rubriceps
- Квелія червоноголова, Quelea erythrops
- Квелія червонодзьоба, Quelea quelea
- Вайдаг золотистий, Euplectes afer
- Вайдаг чорнокрилий, Euplectes hordeaceus
- Вайдаг червоний, Euplectes franciscanus
- Вайдаг жовтоплечий, Euplectes macroura

Родина: Астрильдові (Estrildidae)
- Астрильдик білощокий, Delacourella capistrata
- Мельба червонокрила, Pytilia phoenicoptera
- Мельба строката, Pytilia melba
- Червонощок західний, Pyrenestes sanguineus
- Синьодзьоб чорноголовий, Spermophaga haematina
- Амарант червонодзьобий, Lagonosticta senegala
- Амарант червоний, Lagonosticta rubricata
- Амарант масковий, Lagonosticta larvata
- Астрильд-метелик червонощокий, Uraeginthus bengalus
- Астрильд червонохвостий, Glaucestrilda caerulescens
- Астрильд золотощокий, Estrilda melpoda
- Астрильд сірий, Estrilda troglodytes
- Бенгалик золотогрудий, Amandava subflava
- Луговик чорнощокий, Ortygospiza atricollis
- Сріблодзьоб чорногузий, Euodice cantans
- Сріблодзьоб чорноволий, Spermestes cucullata
- Сріблодзьоб строкатий, Spermestes bicolor
- Сріблодзьоб великий, Spermestes fringilloides
- Амадина червоногорла, Amadina fasciata

Родина: Вдовичкові (Viduidae)
- Вдовичка червононога, Vidua chalybeata
- Вдовичка чагарникова, Vidua larvaticola
- Вдовичка фіолетова, Vidua funerea
- Вдовичка садова, Vidua wilsoni
- Вдовичка камерунська, Vidua camerunensis
- Вдовичка білочерева, Vidua macroura

Родина: Вівсянкові (Emberizidae)
- Вівсянка сірогорла, Emberiza goslingi
- Вівсянка бурогуза, Emberiza affinis
- Вівсянка білоброва, Emberiza cabanisi

Родина: В'юркові (Fringillidae)
- Щедрик білогузий, Crithagra leucopygia
- Щедрик жовтолобий, Crithagra mozambica

Родина: Горобцеві (Passeridae)
- Горобець сіроголовий, Passer griseus
- Горобець малий, Gymnornis dentata